# 劉慎虚
劉 慎虚（りゅう しんきょ、生没年不詳）は、中国の唐（盛唐）の詩人。字は全乙、号は易軒。洪州新呉県（現在の江西省宜春市奉新県）の人。劉眘虚とも表記される。

## 略歴
唐の玄宗の開元年間に科挙（博学弘辞科）で挙げられ、さまざまな官を歴任して崇文館校書郎となった。洪州刺史の呉兢は、劉慎虚の行いを称え、その故郷を「孝弟郷」と改称した。
著書として『鶺鴒集』5巻があったが、散佚した。『全唐詩』は詩を15首収録する。
唐の殷璠が編纂した『河岳英霊集』には11首が収録され、「情幽興遠、思苦語奇。忽有所得、便驚衆聴」と評されている。清の宋婉は「誦劉慎虚詩、勿患其少」と記した。